# Fairfield (Nebraska)
Fairfield es una ciudad ubicada en el condado de Clay en el estado estadounidense de Nebraska. En el Censo de 2010 tenía una población de 387 habitantes y una densidad poblacional de 206,96 personas por km².

## Geografía
Fairfield se encuentra ubicada en las coordenadas 40°25′56″N 98°6′12″O / 40.43222, -98.10333. Según la Oficina del Censo de los Estados Unidos, Fairfield tiene una superficie total de 1.87 km², de la cual 1.87 km² corresponden a tierra firme y (0%) 0 km² es agua.

## Demografía
Según el censo de 2010, había 387 personas residiendo en Fairfield. La densidad de población era de 206,96 hab./km². De los 387 habitantes, Fairfield estaba compuesto por el 99.22% blancos, el 0% eran afroamericanos, el 0.26% eran amerindios, el 0% eran asiáticos, el 0% eran isleños del Pacífico, el 0% eran de otras razas y el 0.52% pertenecían a dos o más razas. Del total de la población el 0.78% eran hispanos o latinos de cualquier raza.